# Тимарион
Тимарион (греч. Τιμαριον) — анонимный византийский сатирический диалог XII века, написанный в традиции подражаний Лукиану (в данном случае — «Разговорам мёртвых»).
«Тимарион» содержит в себе и пародию, и топику жанра «схождений в преисподнюю», и позднеантичный экфрасис. В нём обнаруживаются основные черты менипповой сатиры.

## Содержание
Разговор двух друзей, Тимариона и Кидиона, происходит на одной из константинопольских улиц. Тимарион долго отсутствовал и, уступая просьбе друга, рассказывает о своих приключениях. Он предпринял путешествие в Фессалонику по поводу праздника св. Димитрия, а на обратном пути заболел, и тогда два демона препроводили его в царство умерших, где он провел три дня в ожидании суда, встретил много и своих знакомых, и знаменитых людей древности, а затем после суда, вершимого Эаком, Миносом и императором Феофилом, вернулся на землю. Наряду с мифологическими героями и знаменитыми историческими личностями, греками и римлянами, Тимарион встречает ипатов-философов — Михаила Пселла и Иоанна Итала.
Тимарион видит ранних греческих философов Парменида, Пифагора, Фалеса держащимися поодаль от остальных и сторонящимися Диогена. Пифагор отталкивает Итала со словами, что «галилеянин не может пребывать среди людей, чья жизнь была отдана познанию постижимой рассудком истины» (гл. 43). Зато Пселл восторженно встречен античными мудрецами, но он разговаривает с ними надменно (гл. 45).